# 腌制三文鱼

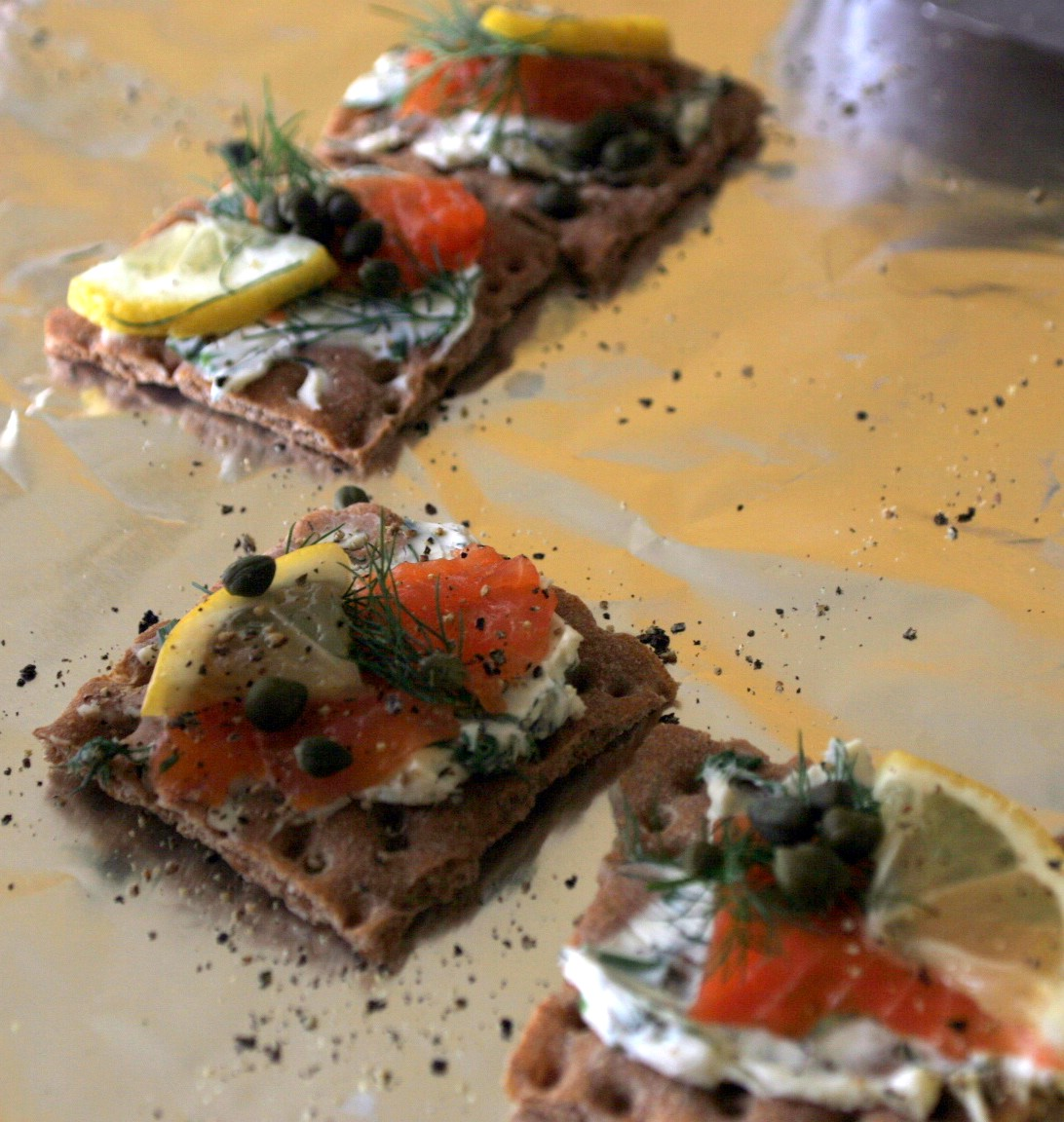
面包片上的腌制三文鱼，配以黑胡椒和柠檬搭配

腌制三文鱼（瑞典語：或gravad lax）是一道菜名，在北欧地区非常盛行。用糖、盐及莳萝腌制三文鱼，作为前菜、搭配面包作为点心或搭配馬鈴薯作主食都是常見选择。

## 歷史
醃製鮭魚這一菜肴源於早期漁夫將剛捕獲的鮭魚放入沙坑並用食鹽醃製，從而使得鮭魚稍有发酵並得以保存。Gravlax這一名稱在瑞典語中是“grav”（意為墳墓）和“lax”（意為鮭魚）的拼合詞，指代這種埋在沙坑中的鮭魚。
現今的醃製鮭魚不再依靠發酵，而是將鮭魚放置在食鹽、糖和蒔蘿混合的醃料中醃製數日，但仍然保留gravlax這一名稱。